# Polyniphes dumenilii
Polyniphes dumenilii är en fjärilsart som beskrevs av Jean Baptiste Godart 1823. Polyniphes dumenilii ingår i släktet Polyniphes och familjen juvelvingar. Inga underarter finns listade i Catalogue of Life.